# Marie Chamaillard
Marie Chamaillard (ou de Chamaillard), (c. 1345 - 18 de novembro de 1425), filha de Guilherme Chamaillard e de Marie de Beaumont-Brienne, casou a 20 de outubro de 1371 com Pedro II de Valois, conde de Alençon. Legalmente ou por testamento, ela herdou uma fortuna de seu tio Luís II de Beaumont-Brienne, morto a 23 de maio de 1364 na batalha de Cocherel.
Foi mãe de João I de Alençon último conde e primeiro Duque de Alençon.
Beaumont-au-Maine, Fresnay, Sainte-Suzanne, Argenton, Nogent-le-Rotrou, La Flèche, Château-Gontier e Pouancé juntaram-se assim ao património dos Chamaillard, e com seu casamento, à família de Alençon.